# Cymidae
Famille
Synonymes
- Cyminae Baerensprung, 1860[2]

Les Cymidae sont une famille d'insectes de l'ordre des hémiptères, du sous-ordre des hétéroptères (punaises) et de la super-famille des Lygaeoidea.

## Description
De couleur beige et de forme elliptique, ces punaises mesurent de 3 à 5 mm. Au sein des Lygaeoidea, dont elles partagent les principales caractéristiques (en autres antennes et un rostre de 4 articles, et des membranes des hémélytres avec 4 ou 5 veines seulement), les Cymidae se caractérisent notamment par des ocelles entourées d'un sillon, des hémélytres munies d'une ponctuation sur le clavus et la corie, celle-ci opaque sur toute la longueur et sans constriction basale (par contraste avec les Ninidae). Elles présentent également des buccules (renflements entourant la base du rostre) qui sont courtes et ne s'étendant pas en arrière au-delà de la base des antennes (par contraste avec les Cryptorhamphidae). Elles ont des trichobothries sur les sternites abdominaux 2 à 7. La sous-famille des Ontiscinae se distingue de celle des Cyminae par des cories seulement partiellement ponctuées, par le nombre de glandes odoriférantes abdominales et par l'emplacement des stigmates abdominaux,,. 

## Répartition et habitat
La famille est cosmopolite, mais uniquement par son genre Cymus, dont on rencontre des espèces sur tous les continents. A part ce genre, les groupes se rencontrent dans des zones assez déterminées,: la sous-famille des Ontiscinae ne se rencontre que dans les îles du Pacifique, notammnent polynésiennes et à Hawaï; un groupe d'espèce se rencontre en Amérique du Nord (dont deux au Canada, Cymus coriacipennis et Cymus luridus), alors que seules deux espèces se rencontrent en Amérique du Sud. Un groupe assez riche est présent en Afrique du Sud, et huit espèces se rencontrent en Europe, dont, en France, Cymodema tabida, et dans le genre Cymus, C. aurescens, C. claviculus, C. glandicolor, C. melanocephalus, ces quatre dernières espèces présentes en Belgique et en Suisse également.
La répartition des espèces dépend de celle de leurs plantes-hôtes. Les espèces sont hygrophiles, appréciant les milieux humides.

## Biologie

### Cycle de vie
Les œufs sont allongés et collés sur la face interne des feuilles desséchées, enroulées ou insérées dans une jeune tige ou feuille. Selon la température ambiante, le développement embryonnaire dure entre 5 à 30 jours, pour une moyenne de 10-12 jours. Il y a 5 stades juvéniles. La durée du développement larvaire est essentiellement influencée par la température, la qualité et la quantité de l’alimentation. En France, il est de 20 à 45 jours pour les juvéniles qui n’hibernent pas. L’accouplement se fait par chevauchement, le mâle sur la femelle. L'accouplement dure plusieurs heures. Si plusieurs couples se rencontrent, des échanges de partenaires peuvent avoir lieu.
En France, les espèces sont souvent univoltines mais parfois bivoltines, s’adaptant aux variations de températures. L’hibernation a souvent lieu au stade adulte, cachée dans la litière ou les tiges des plantes-hôtes. Les mortalités hivernales sont importantes. Ils reprennent leur activité au printemps, après la fonte des neiges. S’il n’y a qu’une seule génération, les adultes sont visibles de mai à septembre, avec un pic d’abondance entre juin et août. En cas de deux générations, celles-ci se recouvrent partiellement.

### Alimentation
Il s'agit de punaises phytophages, dont les plantes-hôtes, monocotylédones, sont des Cyperaceae et des Juncaceae (comme pour les Ninidae et les Pachygronthidae). Elles en consomment les graines, et sont sans doute polyphages. On les rencontre souvent sur les sommités des plantes portant les graines, sur lesquelles leur couleur leur permet souvent de passer inaperçues. On les a trouvées notamment sur Carex, Juncus et Scirpus, et sur des Restionaceae et des Poaceae,.

## Galerie

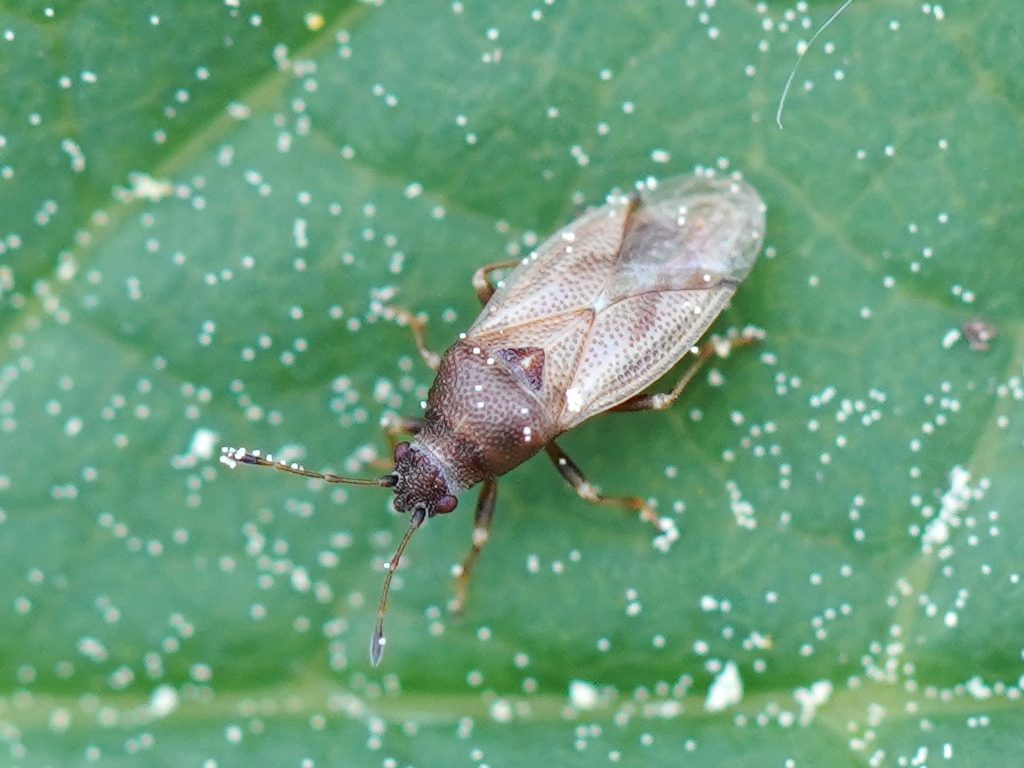
Cymus aurescens, Lettonie
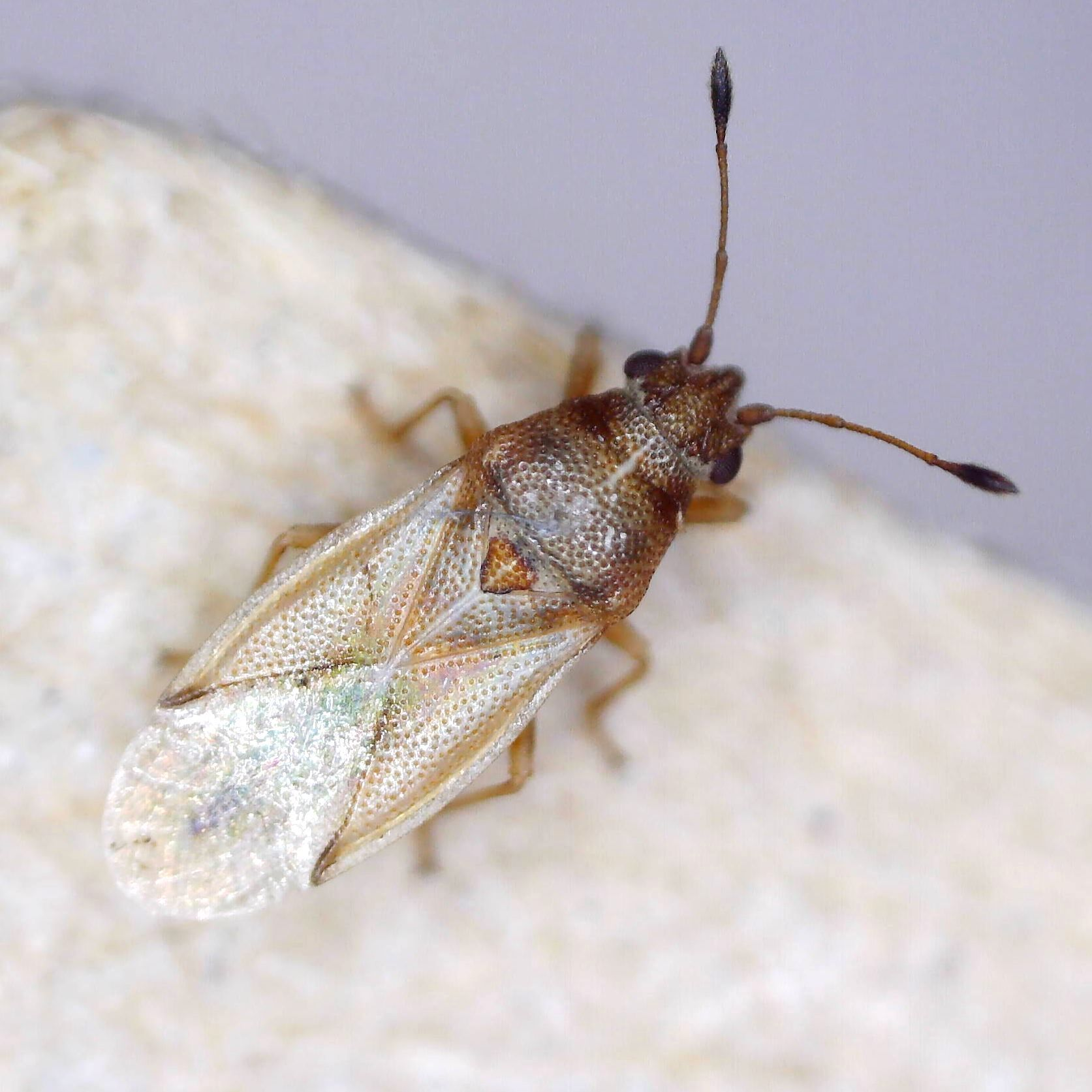
Cymus claviculus, Angleterre
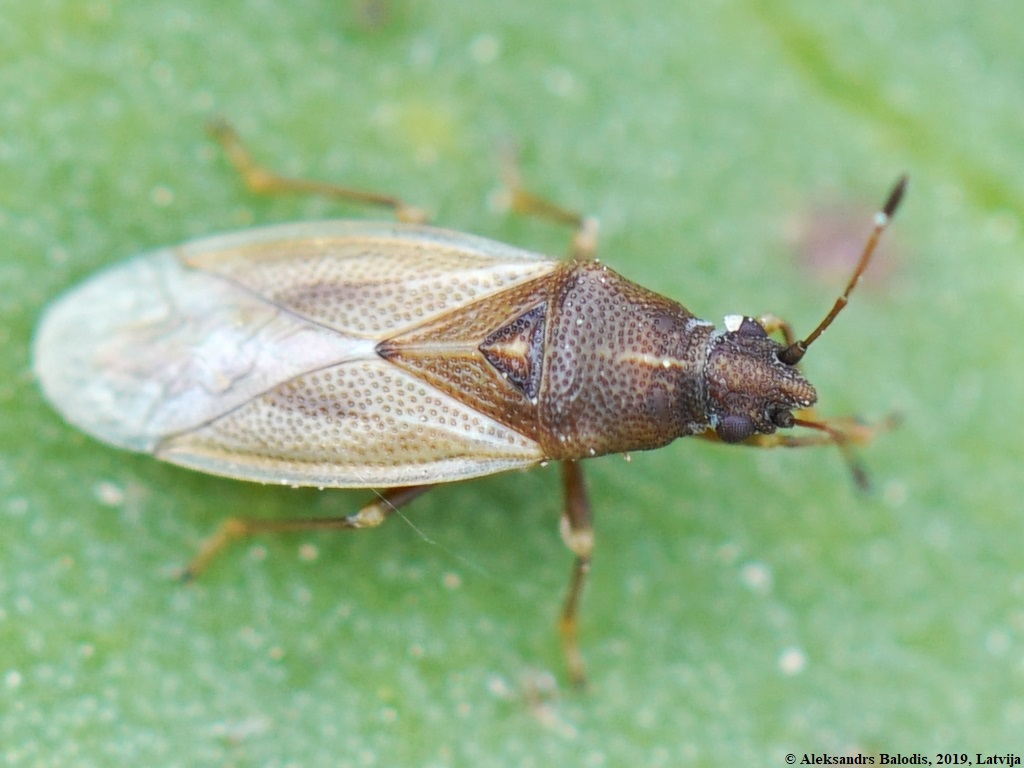
Cymus glandicolor, Lettonie
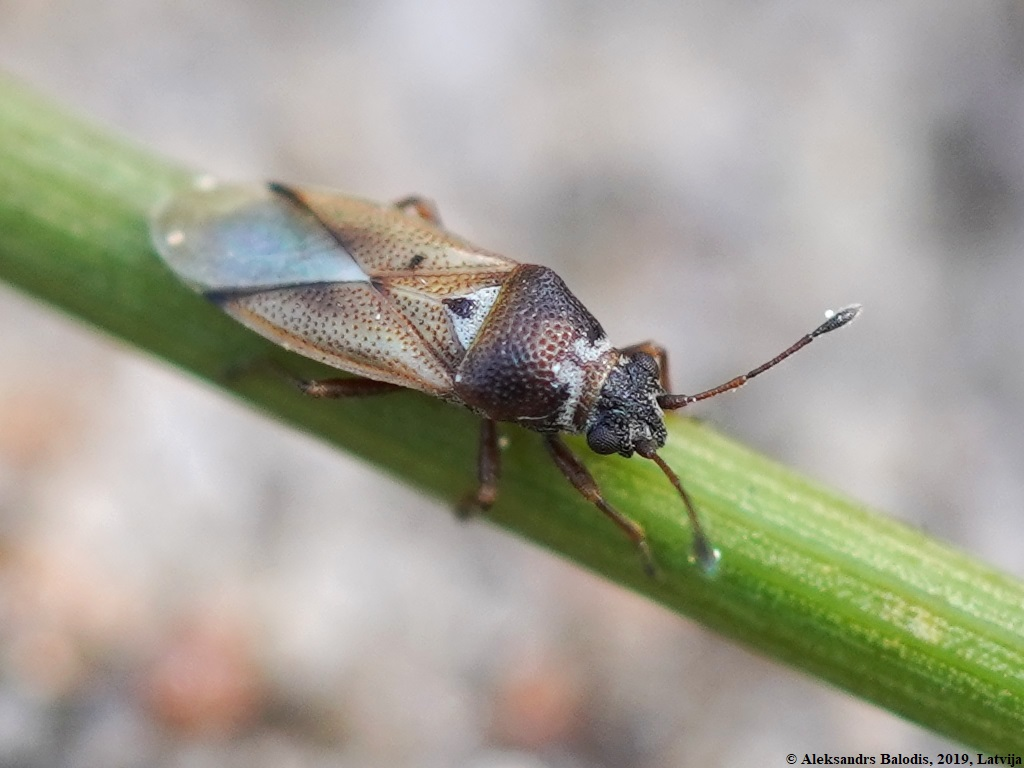
Cymus melanocephalus, Lettonie
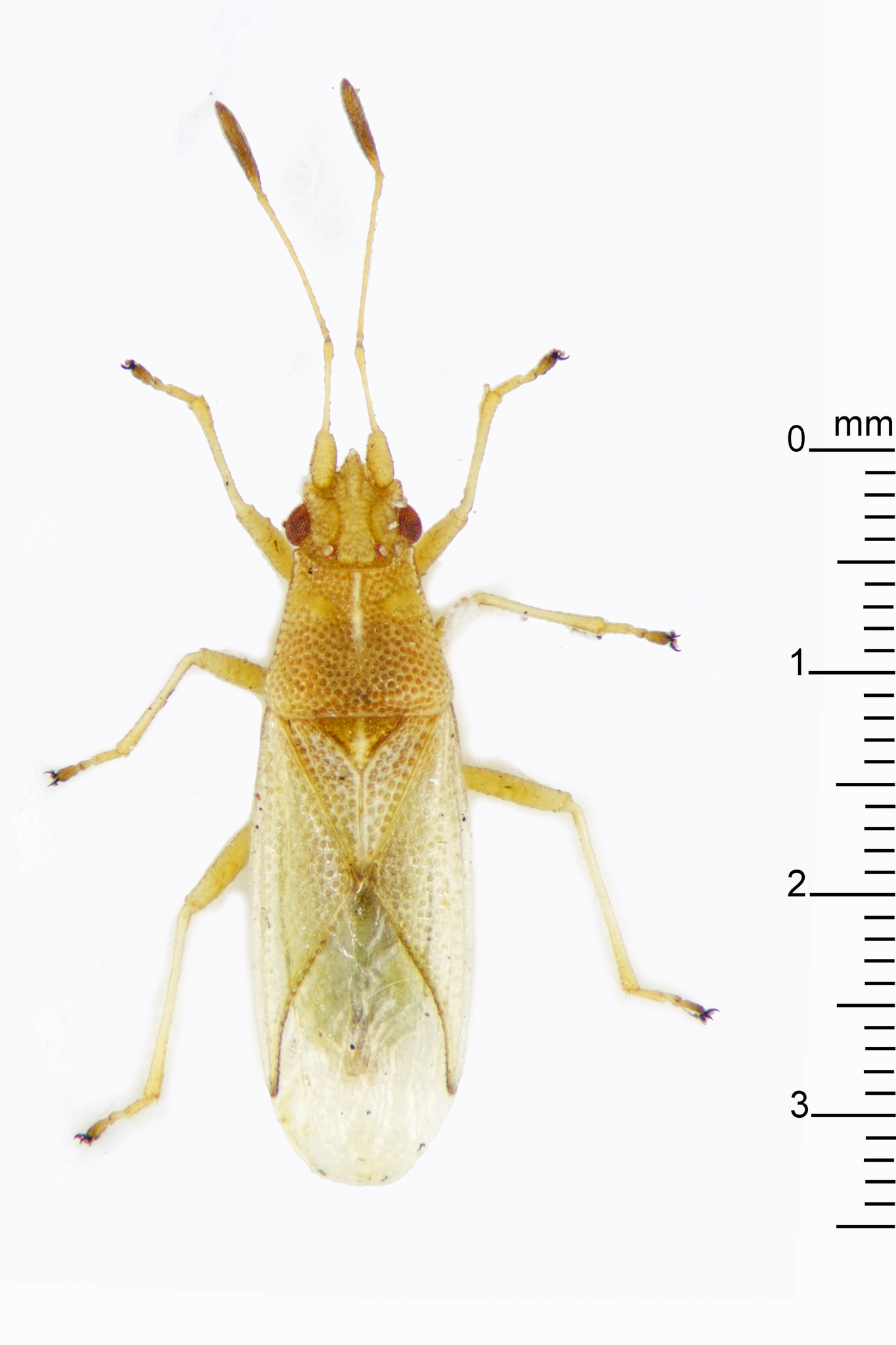
Neocymodema sulcicollis, Brunei

## Systématique
C'est l'entomologiste Baerensprung qui, le premier, a reconnu ce regroupement d'espèces en 1860. Mais sa composition et son rang au sein des Lygaeoidea ne vont cesser d'évoluer : 
- Chez Baerensprung, le genre Cymodema y est compris avec les genres Oxycarenus et à Artheneis, aujourd'hui chacun dans leur famille propre (respectivement Oxycarenidae et Artheneidae).
- Stål (1862) suit Baerensprung, mais ses « Cymida » comprennent également des Cryptorhamphidae et des Ischnorhynchinae, aujourd'hui également séparés.
- En 1956, Barber redéfinit le groupe des Cyminae, qui reste toutefois encore une sous-famille des Lygaeidae, avec trois tribus, les Cymini (avec toujours des Cryptorhampidae), les Ischnorhynchini et les Ninini.
- Dès l'année suivante, les Ischnorhynchini en sont retirés et établis comme sous-famille séparée par Stichel et Aschlock[5].
- En 1967, Štys propose de séparer les Cryptorhamphus des Cyminae, sur la base de différences morphologiques[13].
- En 1975, Hamid suit cette indication, extrait les Cryptorhamphinae, faisant de ceux-ci une sous-famille séparée, et établit les Ontiscini comme groupe (tribu) séparé des Cymini[14].

- Finalement, c'est Thomas J. Henry qui, dans son étude des Lygaeoidea dans une perspective cladistique et phylogénétique, en définit le périmètre actuel: d'une part, il en extrait les Ninini, placés à part, et d'autre part, il élève au rang de famille Cymidae, Ninidae et Cryptorhamphidae pour les séparer des Lygaeidae pris au sens strict. Les Cymidae ne comprennent donc plus que deux groupes, passés du même coup du rang de tribu à celui de sous-famille, les Cyminae et les Ontiscinae[15].

Les Cymidae comprennent 9 genres et une soixantaine d'espèces connues à ce jour. La première a été décrite par Fallén en 1807, et la dernière en date par Armand Matocq, hétéroptériste français, en 2000. En France, il n'y a qu'un seul genre, pour 5 espèces. 
Un catalogue en ligne est consultable sur le site Lygaeoidea Species File.

### Fossiles
Quatre espèces fossiles et éteintes (dans trois genres) ont été découvertes, dont la plus ancienne remonte, de Russie, au Crétacé inférieur (Aptien, -125 à -122 millions d'années), et la plus récente, d'Allemagne, au Miocène (Serravalien ou Sarmatien, -12 à -11 millions d'années).

### Liste des sous-familles et genres
Selon BioLib (21 octobre 2022), complété à partir des Lygaeoidea Species Files :
- Sous-famille Cyminae Baerensprung, 1860
  - genre Ashlockia Hamid, 1975
  - genre Cymodema Spinola, 1837
  - genre Cymus Hahn, 1832
  - genre Neocymodema Hamid, 1975
- Sous-famille Ontiscinae Hamid, 1975
  - genre Neocymus Van Duzee, 1932
  - genre Nesocymus Kirkaldy, 1907
  - genre Ontiscus Stål, 1874
  - genre Pseudocymus Van Duzee, 1936
  - genre Sephora Kirkaldy, 1902

#### Genres fossiles
- genre †Cephalocoris Heer, 1853
- genre †Cymocoris Popov, 1986
- genre †Procymus Usinger, 1940